# Замок Баллінакарріга

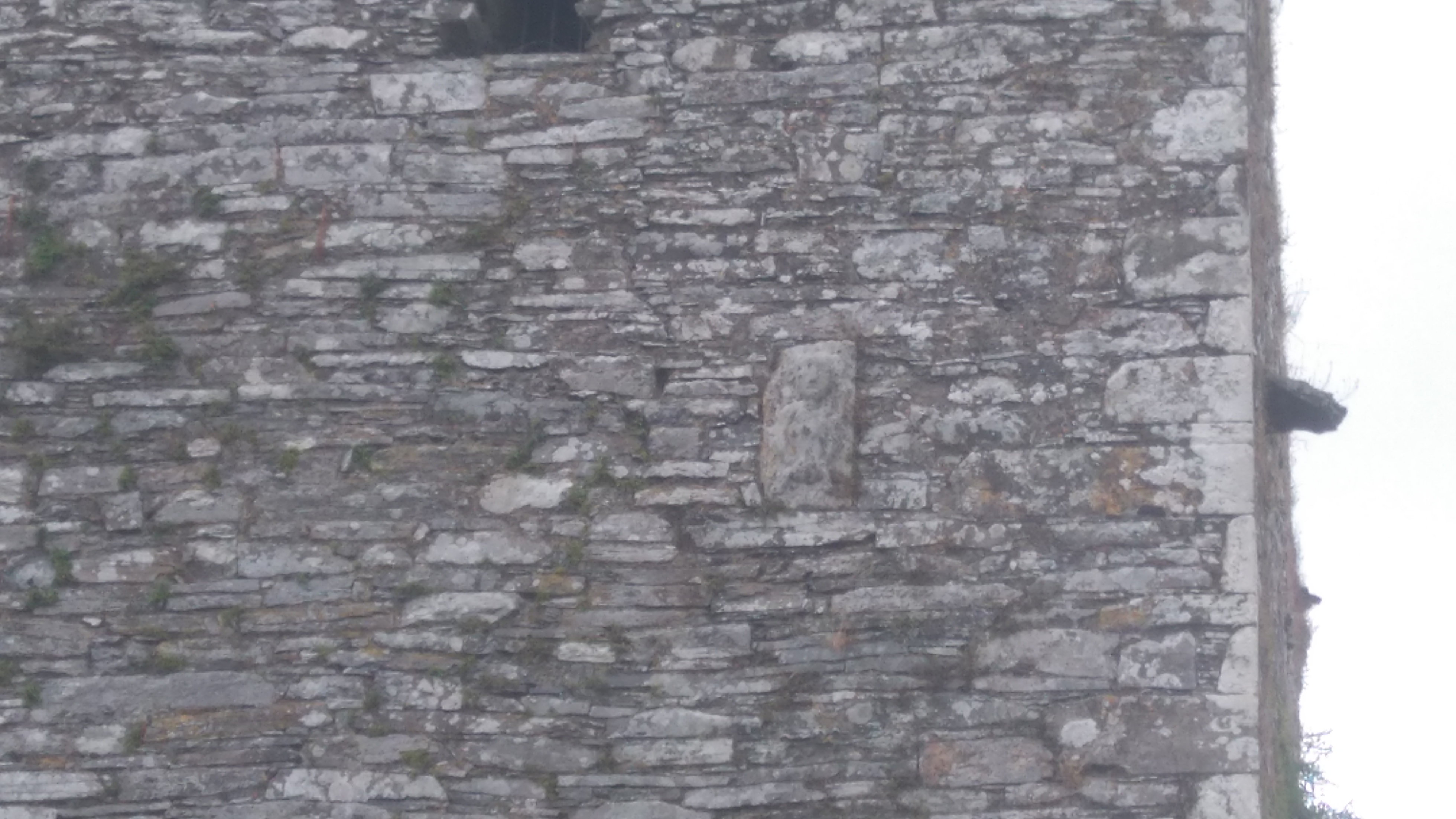
Шела На Гіг на стіні замку Баллінакарріга.

Замок Баллінакарріга (англ. Ballinacarriga Castle, ірл. Béal Átha na Carraige) — замок Бел Аха на Каррайге — один із замків Ірландії, розташований в графстві Корк. Нині замок є пам'яткою історії та культури Ірландії національного значення. Будівництво замку датують 1585 роком. Ця дата вирізьблена на одному з каменів замку. Але є припущення, що замок був збудований набагато раніше. Замок стояв на землях, якими здавна володів ірландський клан Мак Карті. Можливо, саме цей клан збудував його, перш ніж цей замок потрапив у володіння аристократичної родини Герлі (Харлі). Родина Герлі володіла землями на південь від цього замку — на землях Глоун. У 1654 році замок Баллінакарріга був конфіскований у родини Герлі урядом Англії за підтримку повстання за незалежність Ірландії 1641 року, яке було жорстоко придушене Олівером Кромвелем. Деякий час в замку розташовувався гарнізон англійської армії. Після цього замок перейшов у власність родини Ґрофт. Частина замку використовувалась як каплиця до 1815 року. У цьому році нову каплицю збудував пастор Джеймс Догені і замок був остаточно закинутий. Довгий час замок не використовувався як житло, тому прийшов у запустіння і руїну. У перекладі з ірландської назва замку означає «брід гирла річки біля скелі». Замок баштового типу, являє собою вежу. Стоїть біля однойменного селища Баллінакарріга в 9 км від селища Данмануй, що в західному Корку. Замок являє собою чотириповерхову вежу. На стінах замку є чисельні різьблення по каменю релігійного змісту, в тому числі розп'яття. Біля напису дати — 1585 є ініціали володарів замку — Рендала Мурлігі ((Герлі) та його дружини Кетрінн Куллінан. На протилежній стіні є зображення жінки з п'ятьма трояндами, що символізують Кетрінн та її п'ятеро дітей. На стіні замку є сакральне зображення, що в Ірландії називається Шела На Гіг (ірл. — Sheela Na Gig). Це скульптурне зображення, що прийшло в середньовічну культуру Ірландії та деяких інших народів Європи ще з поганських часів. Зображення являє собою фігуру оголеної жінки з розставленими ногами та руками і аномально збільшеною вагіною. Загалом в Ірландії виявлено 101 таку скульптурну фігуру в стінах замків та будинків. У середні віки вважалося, що таке зображення відлякує злі сили і злих духів.
У замку зберігся давній камін. Про замок існує легенда, що в замку живе Пак — потойбічна істота, що являється людям в образі великого чорного пса. Замок відкритий для відвідувачів та туристів.